# ねこぐち
ねこぐち（1985年12月26日 - ）は、日本の漫画家。男性。

## 来歴
1985年12月26日生まれ、石川県河北郡内灘町出身。14歳の時に初めて漫画を完成させ、ジャンプの手塚賞に応募するも、このときは全く引っかからなかった。大学の漫研に入った頃から本格的に漫画を書き始め、2007年に休学して9月に投稿した作品が編集の目に止まり、担当が付く。12月、第61回新人コミック大賞少年部門の最終選考に残るも受賞せず。その後、2008年に『RING』でまんがカレッジ3・4月期努力賞を受賞。12月、『CHERRY CASSIDY』で第63回新人コミック大賞少年部門・入選を受賞。2010年7月、クラブサンデーにて短編『ANUBIS』でデビュー。同じ頃、福田宏の下でアシスタントを始める。この時期はまだ、好きな部位を描きたいだけであったため、ストーリーを構築する力が弱く、漫画を描けなくなるという事態になった。師匠である福田に相談したところ、「ねこぐち君は大丈夫だよ。描きたくないときは描かなくていいと思う。またどうせ描きたくなると思うし」と助言を受けた。また、漫画家になるのを諦めようかと考えていた時期に、2、3年アシスタントをして漫画を描く能力も上がっているはず、何も描かずに終わるのは嫌だと思いを抱くようになる。2013年、クラブサンデーにて短編『てらるな!』掲載。2014年、少年サンデーS5月号にて短編『ジゼル』掲載。2015年、週刊少年サンデーSにて『天野めぐみはスキだらけ!』で連載デビュー。掲載3回目にして週刊少年サンデーに移籍することが決定、同誌2016年3号から2021年40号まで連載。2022年、『週刊少年サンデー』にて『このマンガのヒロインは守崎あまねです。』を同年22・23合併号から2023年26号まで連載。

## 人物
- 師匠である福田宏がどのように育てたらいいのか指標とするために「どんなテーマやキャラなどが描きたいのだろうか」と言う意味でねこぐちに「どういう漫画を描きたいのか」と質問したところ、「とにかく女の子のお尻が描きたいんです!!」と返答され、福田を悩ませたことがある[11][10]。

## 作品リスト
- 天野めぐみはスキだらけ!（『週刊少年サンデーS』2015年10月号 - 12月号→『週刊少年サンデー』2016年3号 - 2021年40号、全28巻）
- このマンガのヒロインは守崎あまねです。（『週刊少年サンデー』2022年22・23合併号 - 2023年26号、全5巻）
- ライフセーバーウィッチ（『週刊少年サンデー』2024年36号[12]）

## 関連人物
- 福田宏 - 師匠、アシスタント先[11][13]